# Kalamazoo Wings (1974–2000)
Kalamazoo Wings byl profesionální americký klub ledního hokeje, který sídlil v Kalamazoo ve státě Michigan. V letech 1974–2000 působil v profesionální soutěži International Hockey League. Wings ve své poslední sezóně v IHL skončily v základní části. Klub byl během své existence farmami celků NHL. Jmenovitě se jedná o Minnesota North Stars a Dallas Stars. Své domácí zápasy odehrával v hale Wings Event Center s kapacitou 5 113 diváků. Klubové barvy byly zelená, zlatá, černá a bílá.
Jednalo se o dvojnásobného vítěze Turner Cupu (sezóny 1978/79 a 1979/80).

## Historické názvy
Zdroj: 
- 1974 – Kalamazoo Wings
- 1995 – Michigan K-Wings

## Úspěchy
- Vítěz Turner Cupu ( 2× )
  - 1978/79, 1979/80

## Přehled ligové účasti
Zdroj: 
- 1974–1980: International Hockey League (Severní divize)
- 1980–1981: International Hockey League (Západní divize)
- 1981–1982: International Hockey League
- 1982–1983: International Hockey League (Západní divize)
- 1983–1984: International Hockey League
- 1984–1992: International Hockey League (Východní divize)
- 1992–1993: International Hockey League (Centrální divize)
- 1993–1994: International Hockey League (Atlantická divize)
- 1994–1996: International Hockey League (Severní divize)
- 1996–1999: International Hockey League (Centrální divize)
- 1999–2000: International Hockey League (Východní divize)